# Rogašovci
Rogašovci (em húngaro:  Szarvaslak; prekmuro antigo: Rotgašovci; em alemão:  Reissen) é um município da Eslovênia. A sede do município fica na localidade de mesmo nome.